# Elizabeth von Arnim
Elizabeth von Arnim (eller Russell), född Mary Annette Beauchamp 31 augusti 1866 i Kirribilli i New South Wales, död 9 februari 1941 i Charleston, South Carolina i USA, var en australiskfödd brittisk författare. Hon var svärdotter till Bettina von Arnim.
Elizabeth von Arnim skrev de flesta av sina böcker under pseudonym. Hennes genomsbrottsroman var Elisabeth and her German Garden (1898). Hon var 1886–1910 gift med greve Henning August von Arnim, och gifte sig 1916 med earl Francis Russell.
Hennes böcker översattes till svenska av Ellen Ryding, Harriet Alfons och Signe Lyth.